# Малоархангельский уезд

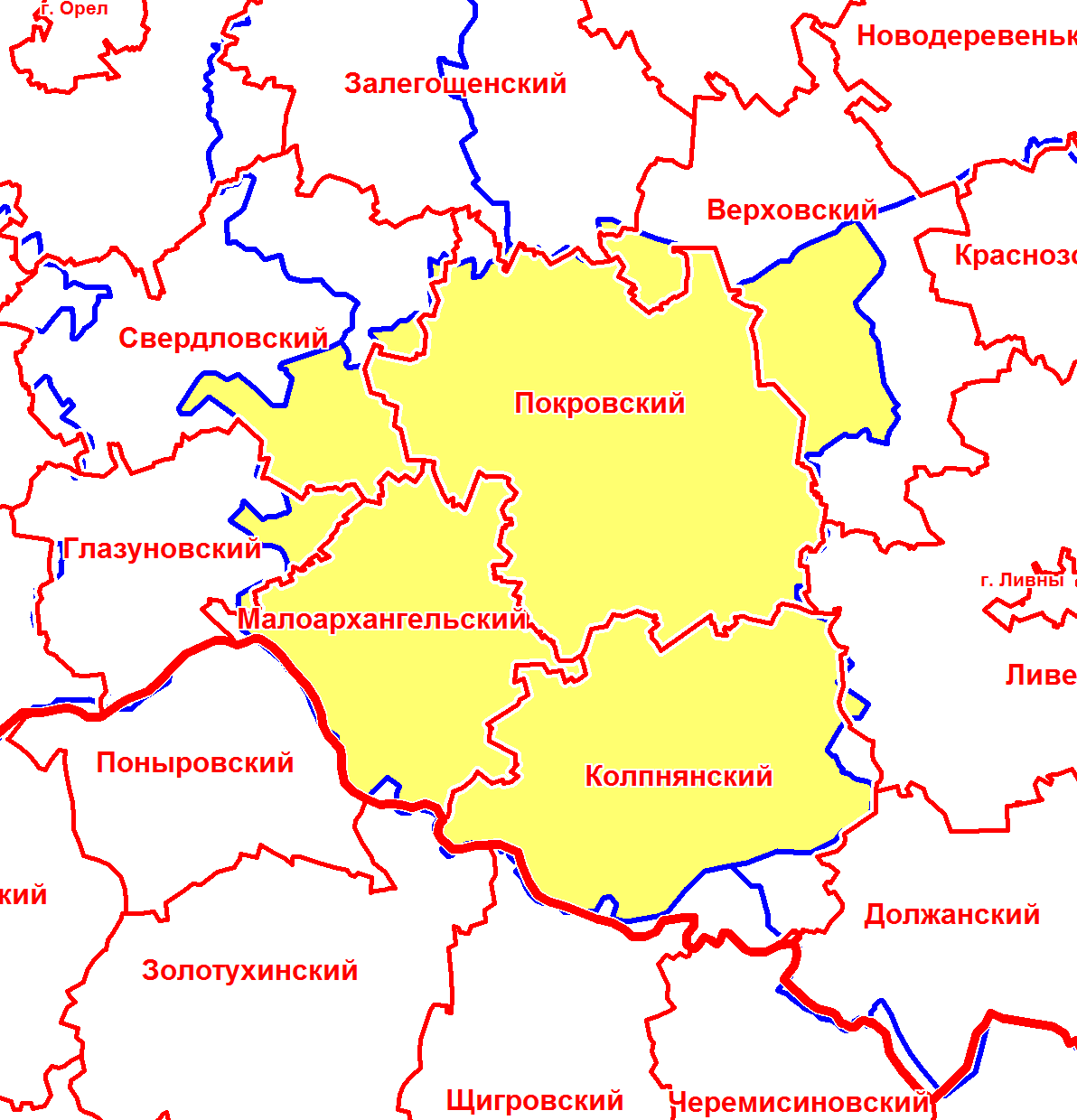
Малоархангельский уезд в современной сетке районов

Малоарха́нгельский уезд — административно-территориальная единица в составе Орловской губернии, существовавшая в 1778—1928 годах. Уездный город — Малоархангельск.

## География
Уезд располагался в центральной части Орловской губернии, граничил с Тульской губернией на севере, с Курской губернией на юге. Площадь уезда составляла в 1897 году 3 290,0 верст² (3 744 км²), в 1926 году — 4 662 км².

## История
Уезд образован в 1778 году в составе Орловского наместничества (с 1796 года — Орловской губернии). В 1797-1802 годах был ликвидирован.
В 1928 году уезд был упразднён, на его территории был образован Малоархангельский район Орловского округа Центрально-Чернозёмной области.

## Население
По данным переписи 1897 года в уезде проживало 175 158 чел. В том числе русские — 99,9 %. В уездном городе Малоархангельске проживало 7 785 чел.
По итогам всесоюзной переписи населения 1926 года население уезда составило 250 732 человек, из них городское (г. Малоархангельск) — 6 238 человек.

## Административное деление
В 1890 году в состав уезда входила 21 волость
| № п/п | Волость           | Волостное правление    | Число селений | Население |
| ----- | ----------------- | ---------------------- | ------------- | --------- |
| 1     | Александровская   | с. Александровское     | 13            | 8047      |
| 2     | Алексеевская      | с. Алексеевка          | 34            | 8225      |
| 3     | Верхососенская    | с. Верхососенье        | 12            | 7090      |
| 4     | Воровуцкая        | с. Ворово              | 11            | 8723      |
| 5     | Городецкая        | с. Городецкое          | 12            | 5774      |
| 6     | Губкинская        | с. Губкино             | 18            | 7510      |
| 7     | Дросковская       | с. Дросково            | 17            | 10225     |
| 8     | Жерновская        | с. Жерновец            | 22            | 5741      |
| 9     | Ивановская        | с. Ивань               | 18            | 5829      |
| 10    | Колпенская        | с. Колпны              | 36            | 9886      |
| 11    | Красненская       | с. Красное             | 22            | 7092      |
| 12    | Куракинская       | с. Преображенское      | 15            | 9921      |
| 13    | Луковская         | с. Луковец             | 24            | 9882      |
| 14    | Малоархангельская | с. Подгородная Слобода | 13            | 8647      |
| 15    | Нетрубежская      | с. Нетрубеж            | 13            | 8744      |
| 16    | Покровская        | с. Покровское          | 33            | 9873      |
| 17    | Скарятинская      | с. Троицкое            | 19            | 9350      |
| 18    | Смирновская       | с. Смирные             | 30            | 8318      |
| 19    | Успенская         | с. Успенское           | 28            | 8684      |
| 20    | Федоровская       | с. Владимирское        | 22            | 8228      |
| 21    | Фошнянская        | с. Фошня               | 16            | 10289     |

В 1913 году в уезде также была 21 волость.